# Mörtinjärvi
Mörtinjärvi är en sjö i Kiruna kommun i Lappland och ingår i Torneälvens huvudavrinningsområde. Sjön har en area på 0,106 kvadratkilometer och ligger 312 meter över havet.

## Delavrinningsområde
Mörtinjärvi ingår i det delavrinningsområde (752550-172778) som SMHI kallar för Ovan VDRID = Luongasjoki i Torneälvens vattendrag*. Medelhöjden är 322 meter över havet och ytan är 87,56 kvadratkilometer. Räknas de 340 avrinningsområdena uppströms in blir den ackumulerade arean 6 418,25 kvadratkilometer. Avrinningsområdets utflöde Torneälven (Kamajåkka) mynnar i havet. Avrinningsområdet består mestadels av skog (77 procent) och sankmarker (18 procent). Avrinningsområdet har 3,2 kvadratkilometer vattenytor vilket ger det en sjöprocent på 3,7 procent.